# Patton-Gletscher
Der Patton-Gletscher ist ein breiter Gletscher im westantarktischen Ellsworthland. Er fließt von den Osthängen des Hauptkamms der Sentinel Range des Ellsworthgebirges zwischen Mount Ostenso und Mount Tyree nach Osten zum Ellen-Gletscher.
Der United States Geological Survey kartierte ihn anhand eigener Vermessungen und mithilfe von Luftaufnahmen der United States Navy zwischen 1957 und 1959. Das Advisory Committee on Antarctic Names benannte ihn 1961 nach Richard J. Patton (1925–1973) von der United States Air Force, der am 26. November 1956 als erster Mensch mit dem Fallschirm am geographischen Südpol landete und überdies bedeutende Beiträge bei der Leitung von Luftabwürfen von Versorgungsgütern aus Maschinen des Typs Douglas C-124 Globemaster II zur Errichtung der Südpolstation leistete.